# Leonardo Suárez
Leonardo Gabriel Suárez (San Martín, Argentina; 30 de marzo de 1996) es un futbolista argentino. Se desempeña como mediocampista ofensivo y su equipo actual es Estudiantes de La Plata, de la Primera División de Argentina.

## Trayectoria

### Inferiores
Llegó a la institución «xeneize» a la edad de seis años, de la mano del padre de otro futbolista del club, Cristian Erbes, que lo recomendó y a partir de ese momento fue observado por Ramón Maddoni, quien con anterioridad descubrió futbolistas que surgieron de la cantera juvenil de la talla de Juan Román Riquelme, Carlos Tévez y Fernando Gago. Tuvo participación activa en la Sub-15, Sub-17 y Sub-20 de la Selección Argentina.

### Boca Juniors
El 10 de diciembre tras no acordar su contrato con Boca Juniors el juvenil de apenas 18 años partiría rumbo a Europa más precisamente al Villarreal C.F. de España en el cual fue presentado el día de la fecha y firmaría su contrato que lo uniría con el club por 5 temporadas por un millón y medio de dólares.

### Villarreal C. F.
Su técnica, velocidad y buen pase, llevaron a que el club español pusiera los ojos en este joven de mucha proyección a futuro. Comenzó jugando en el Villarreal Club de Fútbol "B", donde demostró lo que se preveía, tanto en materia de goles como en la influencia para darle buen juego al equipo, siendo el encargado de generar las jugadas en la parte ofensiva. A partir del año 2016, el director técnico del submarino amarillo Fran Escribá, decidió subirlo al primer equipo y que forme parte de la plantilla del Villarreal C. F.

### Real Valladolid
El 19 de agosto de 2018, el Real Valladolid Club de Fútbol hizo oficial su llegada por una temporada en calidad de cedido.

### R. C. D. Mallorca
Tras no disfrutar en el conjunto pucelano tantos minutos como desearía, el futbolista argentino se marchó en enero de 2019 cedido al Real Club Deportivo Mallorca por lo que restaba de temporada. Aún sin haber debutado, el fichaje despertó muchas expectativas por la similitud física y futbolista de Leo con el ex mallorquinista Ariel Ibagaza. Debutaría el 3 de febrero de 2019 contra la Agrupación Deportiva Alcorcón en la victoria 2-0. Al final de temporada, conseguiría el ascenso a la Primera División de España con los bermellones.

### Villarreal C. F.
Tras disputar 19 encuentros con el Mallorca, habiendo marcado 2 goles, el técnico Javier Calleja decidió darle una oportunidad en el primer equipo y no volver a prestarlo.

### América
El 12 de enero de 2020, el América de México hace oficial la contratación de Leonardo para el torneo Clausura 2020.

## Selección nacional

### Selección Argentina Sub-15
En 2011 formó parte de la Selección Argentina Sub-15, disputando el Campeonato Sudamericano Sub-15 de 2011 en Uruguay, logrando el tercer puesto.

### Selección Argentina Sub-17
Con la Selección Argentina Sub-17 disputó el campeonato Sudamericano Sub-17 de 2013, coronándose campeón en un torneo en el que convirtió dos goles. Como consecuencia de haberse consagrado campeón del Campeonato Sudamericano Sub-17 de 2013, la selección Argentina se clasificó a la Copa Mundial de Fútbol Sub-17 de 2013, en dicho torneo «Leo» disputó todos los partidos de la fase de grupos, el empate en 1 frente a Irán y la victoria ante Austria por un marcador de 3 a 2, en donde marcó el gol final producto de una gran jugada individual, la Selección Argentina Sub-17 llegaría hasta las semifinales del torneo, perdiendo en dicha instancia ante su par Mexicano por un marcado de 3 a 0. Producto de haber disputado las semifinales y no habiendo conseguido el acceso a la final, disputaron el partido por el tercer puesto ante Suecia, donde el equipo «vikingo» venció por un marcador de 4 a 1, quedándose así Argentina con el cuarto puesto del Mundial sub-17.

### Selección Argentina Sub-20
El 6 de enero de 2015, Humberto Grondona, director técnico del Seleccionado Argentino sub-20, entregó una lista con los 32 futbolistas en la cual fue convocado Leonardo Suárez que ya había sido convocado por Grondona en la Sub-17 que deberá entrenará a partir del lunes de cara al campeonato sudamericano sub-20 de la categoría que se disputará a partir de enero próximo en Uruguay. El 10 de enero a muy poco del comienzo del Sudamericano Sub-20 Humberto Grondona dio la lista de 23 convocados que Leo Suárez se encontraba en la lista final que viajaran a Uruguay.
El 18 de enero tras el duro golpe de la derrota pasada la Selección Argentina Sub-20 derrotó con amplitud a la Selección de Perú Sub-20, por 6-2, en partido correspondiente a la tercera fecha del grupo A con Leonardo Suárez jugando su primer partido ingresando en reemplazo de Ángel Correa, Leo ingresaría en gran nivel convirtió un gol con de zurda desde la frontal del área que se metió al arco también asistió a Giovanni Simeone. El 22 de enero se jugaba el último partido de la zona a del Sudamericano Sub-20, Humberto Grondona, le daría minutos a jugadores como Leo Suárez que jugarían contra la Selección de Bolivia Sub-20 en la victoria 3-0 con una gran actuación de Suárez jugando por las bandas, desbordando, en jugadas individuales y asistiendo en tres ocasiones dos veces a Giovanni Simeone y una vez a Facundo Monteseirín. El 7 de febrero de 2015 se corona campeón del Sudamericano Sub-20

### Participaciones con la selección
| N.º | Torneo                   | Sede      | Resultado     |
| --- | ------------------------ | --------- | ------------- |
| 1   | Sudamericano Sub-15 2011 | Uruguay   | Tercer lugar  |
| 2   | Sudamericano Sub-17 2013 | Argentina | Campeón       |
| 3   | Copa Mundial Sub-17 2013 | EAU       | Cuarto puesto |
| 4   | Sudamericano Sub-20 2015 | Uruguay   | Campeón       |

## Estadísticas

### Clubes
Actualizado hasta su último partido disputado el 17 de agosto de 2025.
| Club                              | Div.          | Temporada     | Liga  | Liga  | Liga   | Copas nacionales | Copas nacionales | Copas nacionales | Copas internacionales | Copas internacionales | Copas internacionales | Total | Total | Total  |
| Club                              | Div.          | Temporada     | Part. | Goles | Asist. | Part.            | Goles            | Asist.           | Part.                 | Goles                 | Asist.                | Part. | Goles | Asist. |
| --------------------------------- | ------------- | ------------- | ----- | ----- | ------ | ---------------- | ---------------- | ---------------- | --------------------- | --------------------- | --------------------- | ----- | ----- | ------ |
| Boca Juniors Argentina            | 1.ª           | 2014          | 2     | 0     | 1      | —                | —                | —                | —                     | —                     | —                     | 2     | 0     | 1      |
| Boca Juniors Argentina            | Total club    | Total club    | 2     | 0     | 1      | 0                | 0                | 0                | 0                     | 0                     | 0                     | 2     | 0     | 1      |
| Villarreal C. F. "B" · España     | 2.ª B         | 2014-15       | 11    | 2     | 0      | —                | —                | —                | —                     | —                     | —                     | 11    | 2     | 0      |
| Villarreal C. F. "B" · España     | 2.ª B         | 2015-16       | 37    | 4     | 0      | —                | —                | —                | —                     | —                     | —                     | 37    | 4     | 0      |
| Villarreal C. F. "B" · España     | 2.ª B         | 2016-17       | 18    | 4     | 1      | —                | —                | —                | —                     | —                     | —                     | 18    | 4     | 1      |
| Villarreal C. F. "B" · España     | 2.ª B         | 2017-18       | 13    | 2     | 0      | —                | —                | —                | —                     | —                     | —                     | 13    | 2     | 0      |
| Villarreal C. F. "B" · España     | Total club    | Total club    | 79    | 12    | 1      | 0                | 0                | 0                | 0                     | 0                     | 0                     | 79    | 12    | 1      |
| Villarreal C. F. · España         | 1.ª           | 2016-17       | 3     | 0     | 0      | 1                | 0                | 0                | 1                     | 0                     | 0                     | 5     | 0     | 0      |
| Villarreal C. F. · España         | 1.ª           | 2017-18       | 1     | 0     | 0      | 1                | 0                | 0                | 1                     | 0                     | 0                     | 3     | 0     | 0      |
| Villarreal C. F. · España         | 1.ª           | 2019-20       | —     | —     | —      | 1                | 1                | 1                | —                     | —                     | —                     | 1     | 1     | 1      |
| Villarreal C. F. · España         | Total club    | Total club    | 4     | 0     | 0      | 3                | 1                | 1                | 2                     | 0                     | 0                     | 9     | 1     | 1      |
| Real Valladolid C. F. · España    | 1.ª           | 2018-19       | 12    | 2     | 0      | 3                | 0                | 0                | —                     | —                     | —                     | 15    | 2     | 0      |
| Real Valladolid C. F. · España    | Total club    | Total club    | 12    | 2     | 0      | 3                | 0                | 0                | 0                     | 0                     | 0                     | 15    | 2     | 0      |
| R. C. D. Mallorca · España        | 2.ª           | 2018-19       | 19    | 2     | 0      | —                | —                | —                | —                     | —                     | —                     | 19    | 2     | 0      |
| R. C. D. Mallorca · España        | Total club    | Total club    | 19    | 2     | 0      | 0                | 0                | 0                | 0                     | 0                     | 0                     | 19    | 2     | 0      |
| América · México                  | 1.ª           | C-2020        | 9     | 1     | 1      | —                | —                | —                | 5                     | 1                     | 0                     | 14    | 2     | 1      |
| América · México                  | 1.ª           | 2020-21       | 27    | 3     | 4      | —                | —                | —                | 4                     | 1                     | 1                     | 31    | 4     | 5      |
| América · México                  | 1.ª           | A-2021        | 3     | 0     | 0      | —                | —                | —                | —                     | —                     | —                     | 3     | 0     | 0      |
| América · México                  | 1.ª           | C-2023        | 18    | 4     | 1      | —                | —                | —                | —                     | —                     | —                     | 18    | 4     | 1      |
| América · México                  | 1.ª           | A-2023        | 17    | 2     | 3      | —                | —                | —                | 4                     | 0                     | 2                     | 21    | 2     | 5      |
| América · México                  | Total club    | Total club    | 74    | 10    | 9      | 0                | 0                | 0                | 13                    | 2                     | 3                     | 87    | 12    | 12     |
| Santos Laguna · México            | 1.ª           | C-2022        | 13    | 2     | 3      | —                | —                | —                | 2                     | 0                     | 0                     | 15    | 2     | 3      |
| Santos Laguna · México            | 1.ª           | A-2022        | 18    | 6     | 2      | —                | —                | —                | —                     | —                     | —                     | 18    | 6     | 2      |
| Santos Laguna · México            | Total club    | Total club    | 31    | 8     | 5      | 0                | 0                | 0                | 2                     | 0                     | 0                     | 33    | 8     | 5      |
| Pumas de la UNAM · México         | 1.ª           | C-2024        | 15    | 3     | 4      | —                | —                | —                | —                     | —                     | —                     | 15    | 3     | 4      |
| Pumas de la UNAM · México         | 1.ª           | 2024-25       | 13    | 1     | 1      | —                | —                | —                | 3                     | 1                     | 1                     | 16    | 2     | 2      |
| Pumas de la UNAM · México         | Total club    | Total club    | 28    | 4     | 5      | 0                | 0                | 0                | 3                     | 1                     | 1                     | 31    | 5     | 6      |
| Estudiantes de La Plata Argentina | 1.ª           | 2025          | 1     | 0     | 0      | —                | —                | —                | 0                     | 0                     | 0                     | 1     | 0     | 0      |
| Estudiantes de La Plata Argentina | Total club    | Total club    | 1     | 0     | 0      | 0                | 0                | 0                | 0                     | 0                     | 0                     | 1     | 0     | 0      |
| Total carrera                     | Total carrera | Total carrera | 250   | 38    | 21     | 6                | 1                | 1                | 20                    | 3                     | 4                     | 266   | 42    | 26     |
| 1. 2.                             |               |               |       |       |        |                  |                  |                  |                       |                       |                       |       |       |        |

## Palmarés

### Títulos nacionales
| Título                     | Club         | País   | Año    |
| -------------------------- | ------------ | ------ | ------ |
| Primera División de México | Club América | México | A-2023 |

### Campeonatos internacionales
| Título              | Club (*)            | Sede      | Año  |
| ------------------- | ------------------- | --------- | ---- |
| Sudamericano Sub-17 | Selección Argentina | Argentina | 2013 |
| Sudamericano Sub-20 | Selección Argentina | Uruguay   | 2015 |